# Spółgłoska nosowa
Spółgłoski nosowe (sonanty nosowe) – nosowe spółgłoski zwarto-otwarte, których artykulacyjną cechą jest utworzenie zwarcia w jamie ustnej, jednak w odróżnieniu od spółgłosek zwartych otworzony zostaje równocześnie tor nosowy, tj. podniebienie miękkie zostaje opuszczone. Wśród spółgłosek zwartych występują spółgłoski, które różnią się tylko opozycją ustna vs. nosowa.
Również przy artykulacji innych spółgłosek niż zwarte może być dodatkowo otwarty tor nosowy, np. w niektórych dialektach semickich występuje [z̃]. Głoski, które nie są nosowe, określa się mianem ustnych.

## Lista spółgłosek nosowych
- [m] – dwuwargowa
- [ɱ] – wargowo-zębowa
- [n̪] – zębowa
- [n] – dziąsłowa
- [ɳ] – szczytowa
- [ɲ] – podniebienna
- [ŋ] – miękkopodniebienna
- [ɴ] – języczkowa

## W językach świata
Większość języków posiada co najmniej dwie spółgłoski nosowe – [m] i [n̪] lub [n]. Tylko nieliczne języki takie jak rotokas (Nowa Gwinea) i lushootseed (Kanada) nie posiadają żadnych dźwięków tego rodzaju.